# Åsa Larsson
Åsa Elena Larsson (Uppsala, 28 juni 1966) is een Zweeds schrijfster bekend om haar detectiveromans met juriste Rebecka Martinsson als hoofdpersoon. 

## Biografie
Åsa Larsson verhuisde op haar vierde met het gezin naar Kiruna, waar ze opgroeide. Zij studeerde rechten aan de Universiteit van Uppsala en heeft als fiscaal jurist gewerkt.
In 2003 debuteerde ze met Zonnestorm (Solstorm), de eerste misdaadroman met Rebecka Martinsson in de hoofdrol. Het boek werd een bestseller. Ze won de Martin Beck Award voor het beste Zweedse debuut. Met haar tweede boek Midzomernacht (Det blod som spillts) won ze de Martin Beck Award voor de beste Zweedse misdaadroman.

## Publicaties (Nederlandse vertalingen)
- 2021: Fädernas missgärningar (Nl: De zonden van onze vaders. Amsterdam, Anthos, 2022. ISBN 978-90-263-5782-4)
- 2012: Till offer åt Molok (Nl: De tweede zonde. Amsterdam, Anthos, 2013. ISBN 978-90-414-2244-6)
- 2008: Till dess din vrede upphör (Nl: Tot de woede is geluwd. Amsterdam, Anthos, 2009. ISBN 978-90-414-1322-2)
- 2006: Svart stig (Nl: Het zwarte pad. Amsterdam, Anthos, 2007. ISBN 978-90-414-0978-2)
- 2004: Det blod som spillts (Nl: Midzomernacht. Amsterdam, Anthos, 2005. ISBN 90-414-0977-7)
- 2003: Solstorm (Nl: Zonnestorm. Amsterdam, Anthos, 2004. ISBN 90-414-0877-0)

## Adaptaties
- In 2007 werd van het boek Solstorm een gelijknamige film gemaakt onder regie van Leif Lindblom.[1]
- In 2017 verscheen de achtdelige televisieserie Rebecka Martinsson, gebaseerd op Larssons boeken.[2] In 2020 verscheen het tweede seizoen.[3]